# Batalha de Marache (953)
A batalha de Marache foi travada em 953 próximo a Marache (moderna Cacramanemaraxe) entre as forças do Império Bizantino sob o doméstico das escolas Bardas Focas, o Velho e o hamadânida emir de Alepo Ceife Adaulá (r. 945–967), o inimigo mais intrépido dos bizantinos durante meados do século X. Apesar de serem superados numericamente, os árabes derrotaram os bizantinos que quebraram e fugiram.
Bardas Focas por pouco somente escapou através da intervenção de seus auxiliares, e sofreu uma grave ferida em seu rosto, enquanto seu filho mais jovem e governador de Selêucia, Constantino Focas, foi capturado e mantido prisioneiro em Alepo até sua morte por uma doença algum tempo depois. O desastre, acompanhado por derrotas em 954 e 955, levou a demissão de Bardas Focas como doméstico das escolas, e sua substituição por seu filho mais velho, Nicéforo Focas (mais tarde imperador em 963-969).

## Antecedentes
No período de 945 a 967, o emir hamadânida de Alepo, Ceife Adaulá, foi o mais persistente oponente dos bizantinos em sua fronteira oriental, por virtude de seu controle sobre muitos dos territórios fronteiriços bizantino-muçulmanos (Thughur) e seu compromisso com a jiade. Ceife Adaulá já realizara campanhas contra os bizantinos em 938 e 940 nas foi após seu estabelecimento de um grande domínio centrado em Alepo em 945, que ele começou a confrontá-los anualmente. Apesar da vantagem numérica gozada pelos bizantinos, a emergência hamadânida atenuou a ofensiva bizantina que se desdobrava desde meados dos anos 920 e já tinha resultado na queda de Melitene (934), Arsamósata (940) e Calícala (949).
Seu principal inimigo durante a primeira década de conflito contínuo com os bizantinos foi o doméstico das escolas (comandante-em-chefe) Bardas Focas, o Velho, que tinha nomeado ao posto em 945. Focas era a escolha pessoal do imperador Constantino VII Porfirogênito (r. 908–959), que precisada de um aliado confiável neste posto crítico. Um soldado experiente, Focas estava próximo dos 60 anos, e não à altura da tarefa que lhe foi confiada: mesmo fontes favoráveis aos Focas comentaram que Bardas apesar de um bom general sob o comando de alguém, era incapaz de preencher adequadamente o papel de comandante-em-chefe. Ceife Adaulá, por outro lado, chegou até nós - principalmente através do trabalho de seus poetas cortesões - como o arquétipo do cavaleiro árabe e um grande guerreiro, mas foi grandemente dificultado pela carência de homens e dinheiro, por rebeliões em seus domínios e pela falta de suporte do resto do mundo islâmico.

## Campanha de 953

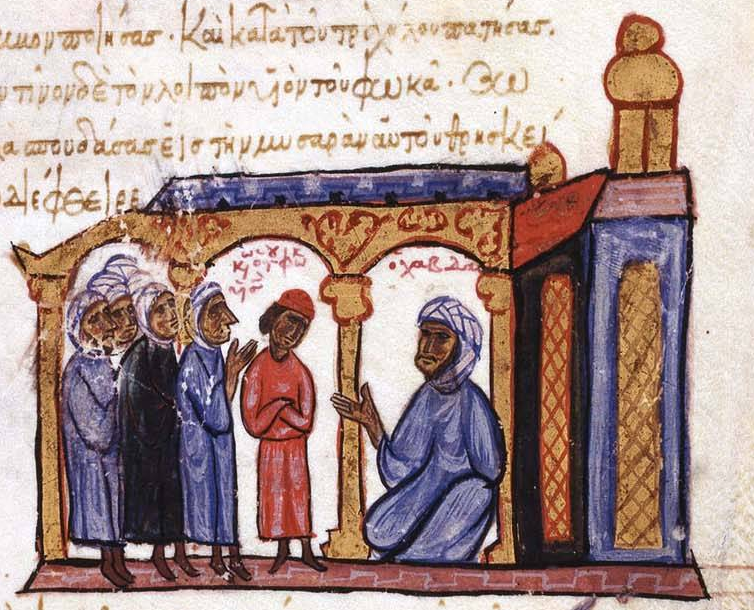
Ceife Adaulá r. e sua corte segundo o Escilitzes de Madrid

No começo de 953, Ceife Adaulá lançou talvez suas campanhas mais memoráveis. De Alepo ele marchou para Harã e Dolique, cruzou o Montes Antitauro sobre o passo de Darbe Alcula (moderna Erqueneque) e marchou para norte do território bizantino. Ele capturou a fortaleza de Arca, e devastou as cercanias de Melitene. De lá, ele ensaiou para atravessar as montanhas e retornar para a Síria, mas encontrou o passo bloqueado pelo filho mais novo de Bardas, Constantino Focas. Os muçulmanos tentaram atravessar a posição bizantina, mas os ataques deles foram repelidos com muitas baixas para ambos os lados. Incapaz de retornar para a Síria pelas montanhas, Ceife Adaulá resolveu ignorar as forças bizantinas que prendiam os passos, e virou seu exército para norte. Após atravessar Melitene, devastando o campo mais uma vez, ele cruzou o Eufrates em Anzitena, que suas tropas também devastaram extensivamente, e reentrou no território muçulmano de Diar Baquir. Lá, ele foi informado que no meio tempo, os bizantinos sob Bardas Focas invadiu o norte da Síria e devastou tão longe quanto Antioquia. De uma só vez ele visou seu exército para sul e oeste. Atacando em grande velocidade, ele recruzou o Eufrates em Samósata e chegou mais uma vez em Dolique, onde recebeu notícias que os bizantinos já estavam em sua marcha para casa.
Segundo os relatos de seus panegiristas, Ceife Adaulá apenas tinha 600 cavaleiros para enfrentar um exército bizantino muito maior. Os árabes apanharam-nos em Gaiã (Gayhan), próximo de Marache, e conseguiram uma grande vitória. Nenhum detalhe é conhecido sobre a luta, mas os bizantinos sofreram muitas baixas, incluindo o patrício Leão Maleíno. Bardas Focas foi ferido e foi forçado a esconder-se para escapar da captura, enquanto Constantino Focas foi levado prisioneiros com vários outros líderes bizantinos de nome desconhecido para Alepo. Ceife Adaulá também recuperou o butim tomado pelos bizantinos e libertou os prisioneiros muçulmanos. Constantino foi mantido cativo em Alepo por algum tempo, mas morreu no cativeiro como resultado de uma doença, embora vários autores, tanto árabes quanto bizantinos, sugeriram que foi envenenado. Em retaliação, Bardas Focas ordenou a execução de muitos prisioneiros muçulmanos, incluindo alguns dos parentes de Ceife Adaulá.